# Liste italienischer Dichter des 20. Jahrhunderts
Die folgende Liste enthält italienische bzw. italienischsprachige Dichter, die im 20. Jahrhundert wirkten.

## A
- Zelmo Abardo
- Luigi Abatangelo
- Vincenzo Accame (1932–1999)
- Elio Filippo Accrocca (1923–1996)
- Sebastiano Addamo
- Vittoria Aganoor (1855–1910)
- Emilio Agostini
- Alida Airaghi
- Riccardo Alderuccio
- Sibilla Aleramo (1876–1960)
- Francesco Sofia Alessio
- Andrea Alfano (1879–1967)
- Maria Algranati
- Carmelo Aliberti
- Giuseppe Altobello
- Corrado Alvaro (1895–1956)
- Cristina Alziati
- Antonella Anedda
- Gladia Angeli
- Lino Angiuli
- Antonino Anile (1869–1943)
- Filippo Cesare Annessi
- Cornelia Antolini
- Franco Antonicelli (1902–1974)
- Francesco Arcangeli (1915–1974)
- Giovanni Archeoli
- Marco Ardemagni
- Giuseppe Antonio Arena
- Emilio Argiroffi
- Dario Arkel
- Franco Arminio (* 1960)
- Bruno Arzeni
- Ettore Asticelli
- Maria Attanasio
- Biagio Autieri
- Silvia Avallone (* 1984)
- Giuseppe Avarna

## B
- Carlo Baccari
- Riccardo Bacchelli (1891–1985)
- Pier Luigi Bacchini
- Niccolò Bacigalupo
- Alessandro Bagnato
- Mariano Baino
- Giannino Balbis
- Tolmino Baldassari
- Raffaello Baldini
- Igino Balducci
- Tito Balestra
- Nanni Balestrini (1935–2019)
- Luigi Ballerini
- Fernando Bandini
- Pierangelo Baratono
- Berto Barbarani
- Antonio Barbieri
- Daniele Barbieri
- Maria Tore Barbina
- Angelo Barile
- Marcello Barlocco
- Giulio Camber Barni
- Antonio Barolini
- Alfredo Bartoli
- Elio Bartolini
- Vito Cosimo Basile
- Giorgio Bassani
- Salvo Basso
- Giuseppe Giovanni Battaglia
- Luigi Bauch
- Mario Baudino
- Lugano Bazzani
- Gian Paolo Bazzoni
- Archimede Bellatalla
- Maria Luisa Belleli
- Angelo Bellettato
- Dario Bellezza
- Umberto Bellintani
- Aldo Bello
- Carlo Belloli
- Giuseppe Bellosi
- Ubaldo Bellugi
- Antonio Beltramelli
- Giovanna Bemporad
- Eugenio Benecchi
- Mario Benedetti
- Sem Benelli
- Stefano Benni
- Francesco Benozzo
- Mirella Bentivoglio
- Franco Berardelli
- Giovanni Bertacchi
- Pierantonino Bertè
- Maria Rosa Bertellini
- Luigi Berti
- Paolo Bertolani
- Attilio Bertolucci
- Rosaria Ciampella Bertolucci
- Carlo Betocchi
- Mariella Bettarini
- Ugo Betti
- Alberto Bevilacqua
- Rosario Bevilacqua
- Michele Biafora
- Gastone Biggi
- Libero Bigiaretti
- Piero Bigongiari
- Giovanni Battista Bilo
- Bino Binazzi
- Tomaso Binga
- Mario Biondi
- Augusto Blotto
- Sandro Boccardi
- Renzo Ildebrando Bocchi
- Vittorio Bodini
- Antonio Bodrero
- Giovanni Boine
- Giorgio Bolza
- Gian Piero Bona
- Enzo Bonagura
- Giuseppe Bonaviri
- Vincenzo Bonazza
- Alfredo Bonazzi
- Natalia Bondarenko
- Francesco Boneschi
- Stefano Bonfanti
- Aldo Settimio Boni
- Enrico Bonino
- Elena Bono
- Gino Bonola
- Loris J. Bononi
- Massimo Bontempelli
- Carlo Bordini
- Stefano Bortolussi
- Elda Bossi
- Libero Bovio
- Vittorio Emanuele Bravetta
- Cesare Breveglieri
- Idia Brighenti
- Luigi Brigiotti
- Reno Bromuro
- Edith Bruck
- Ferruccio Brugnaro
- Bruno Brunini
- Antonio Bruno
- Francesco Brusco
- Teresa Buelloni
- Gesualdo Bufalino
- Franco Buffoni
- Anna Buoninsegni
- Domenico Buratti
- Helle Busacca
- Alessandra Buschi
- Vittorio Butera
- Ignazio Buttitta
- Ugo Buzzelli
- Paolo Buzzi

## C
- Edoardo Cacciatore
- Vittorio Cadel
- Nanni Cagnone
- Corrado Calabrò
- Piero Calamandrei
- Santo Calì
- Aniello Califano
- Lorenzo Calogero
- Giusto Calvi
- Pompeo Calvia
- Ernesto Calzavara
- Venturino Camaiti
- Omero Cambi
- Duccia Camiciotti
- Vladimiro Caminiti
- Dino Campana
- Nadia Campana
- Cristina Campo
- Luca Canali
- Gaetano Canelles
- Andrea Canestri
- Francesco Cangiullo
- Aquilino Cannas
- Tommaso Cannizzaro
- Angelo Canossi
- Ricciotto Canudo
- Giuseppe Capaldo
- Aldo Capasso
- Enrichetta Carafa Capecelatro
- Aldo Capitini
- Manlio Capitolo
- Salvatore Caporaso
- Pierluigi Cappello
- Giulio Caprin
- Giorgio Caproni
- Giovanni Capurro
- Alberto Caramella
- Francesco Carandini
- Vincenzo Cardarelli
- Enrico Cardile
- Maria Clelia Cardona
- Domenico Antonio Cardone
- Giuseppe Carmelo Cardone
- Dino Carlesi
- Mario Carli
- Emanuel Carnevali
- Giorgio Carpaneto
- Pinin Carpi
- Ugo Carrega
- Giuseppe Carrieri
- Raffaele Carrieri
- Sebastiano Carta
- Domenico Caruso
- Donato Cascione
- Felice Cascione
- Giuseppe Casillo
- Alfonso Maria Casoli
- Paola Casoli
- Roberta Castoldi
- Antioco Casula
- Bartolo Cattafi
- Giuseppe Cava
- Nadia Cavalera
- Alberto Cavaliere
- Ennio Cavalli
- Patrizia Cavalli
- Franco Cavallo
- Victor Cavallo
- Ceccardo Roccatagliata Ceccardi
- Luciano Cecchinel
- Alessandro Ceni
- Biagio Cepollaro
- Fausto Cercignani
- Carolus Cergoly
- Guido Ceronetti
- Giovanni Cerri
- Annunzio Cervi
- Giorgio Cesarano
- Giovanni Alfredo Cesareo
- Enzio Cetrangolo
- Bixio Cherubini
- Massimiliano Chiamenti
- Biagio Chiara
- Gaio Chiocchio
- Raffaele Chiurazzi
- Bindo Chiurlo
- Gianfranco Ciabatti
- Mario Cianfanelli
- Aldo Cibaldi
- Pietro Cimatti
- Leone Ciprelli
- Teodoro Ciresola
- Guelfo Civinini
- Tommaso Claps
- Carlo Cocito
- Fabrizio Colamussi
- Franco Colletta
- Giuseppe Colli
- Dino Coltro
- Osvaldo Coluccino
- Girolamo Comi
- Luigi Compagnone
- Tiberio Condello
- Luigi Conforti
- Giuseppe Coniglio
- Giancarlo Consonni
- Giuseppe Conte
- Barbaro Conti
- Antonio Contiero
- Gavino Contini
- Cosimo Giorgeri Contri
- Sergio Corazzini
- Riccardo Cordiferro
- Fernando Cordova
- Franca Maria Corneli
- Giovanni Corona
- Marina Corona
- Giulio Corradino Corradini
- Corrado Corradino
- Beppe Costa
- Corrado Costa
- Maria Costa
- Nino Costa
- Franco Costabile
- Vincenzo Costantino
- Giuseppe Aurelio Costanzo
- Roberto Cotroneo
- Andrea Cotti
- Pasquale Creazzo
- Inìsero Cremaschi
- Gaetano Crespi
- Ivan Crico
- Vincenzo Cristiano
- Giovanni Cristini
- Riccardo Balsamo Crivelli
- Raffaele Crovi
- Francesco Cucca
- Irina Cuda
- Ofelia Giudicissi Curci
- Gino Cutore

## D
- Auro D’Alba
- Stefano Dal Bianco
- Francesco Dalessandro
- Beniamino Dal Fabbro
- Claudio Damiani
- Guglielmo Felice Damiani
- Ercole Ugo D’Andrea
- Enrico D’Angelo
- Vincenzo D’Angelo
- Gabriele D’Annunzio
- Stefano D’Arrigo
- Lisa Davanzo
- Guido da Verona
- Caterina Davinio
- Milo De Angelis
- Rodolfo De Angelis
- Vincenzo De Angelis
- Mino De Blasio
- Adolfo De Bosis
- Lauro De Bosis
- Rudy De Cadaval
- Andrea Tosto De Caro
- Alba de Céspedes
- Vincenzo De Crescenzo
- Claudio De Cuia
- Pierpaolo De Giorgi
- Roberto Deidier
- Mario De Leone
- Antonio Delfini
- Gianni D’Elia
- Libero de Libero
- Speri Della Chiesa Jemoli
- Modesto Della Porta
- Mario dell’Arco
- Fabio Della Seta
- Idilio Dell’Era
- Isidoro Del Lungo
- Crescenzo Del Monte
- Eldo Del Papa
- Maura Del Serra
- Carlo Del Teglio
- Erri De Luca
- Lanza del Vasto
- Michele De Marco
- Federico De Maria
- Eurialo De Michelis
- Nori de’ Nobili
- Gino Custer De Nobili
- Marc de’ Pasquali
- Girolamo de Rada
- Der Bekannte Post Industrielle Trompeter
- Giovanni Descalzo
- Eugenio De Signoribus
- Vincenzo De Simone
- Cesare De Titta
- Nino De Vita
- Rodolfo Di Biasio
- Tommaso di Ciaula
- Angela Diana Di Francesca
- Tommaso Di Francesco
- Salvatore Di Giacomo
- Enzo Di Gianni
- Alessio Di Giovanni
- Sole Di Giuseppe
- Cristina di Lagopesole
- Giuseppe Schirò Di Maggio
- Gaetano Di Maio
- Gaetano Di Massa
- Ludovica Ripa di Meana
- Rosa Di Natale
- Olinto Dini
- Enzio Di Poppa Volture
- Luigi Di Ruscio
- Edmondo Dodsworth
- Danilo Dolci
- Alba Donati
- Donata Doni
- Fabio Doplicher
- Bruno Dozzini
- Giovanni Drovetti
- Checco Durante

## E
- Maria Luisa Eguez
- Antonino Mura Ena
- Muzi Epifani
- Luciano Erba
- Flavio Ermini
- Ciccio Errigo
- Dianella Selvatico Estense
- Giacomo Etna
- Julius Evola

## F
- Mauro Fabi
- Vico Faggi
- Cesare Fagiani
- Enrico Fagnano
- Luigi Falchi
- Ferdinando Falco
- Nedda Falzolgher
- Mario Farinella
- Ugo Fasolo
- Guido Favati
- Ezio Felici
- Curzia Ferrari
- Davide Ferrari
- Severino Ferrari
- André Ferré
- Massimo Ferretti
- Dina Ferri
- Renato Filippelli
- Anton Francesco Filippini
- Fillia
- Arnaldo Filone
- Elio Fiore
- Francesco Fiore
- Luigi Fiorentino
- Angelo Luigi Fiorita
- Edoardo Firpo
- Lionello Fiumi
- Alba Florio
- Alessandro Fo
- Dario Fo
- Luciano Folgore
- Alceo Folicaldi
- Giovanni Fontana
- Luigi Fontanella
- Giovanni Formisano
- Riccardo Forster
- Franco Fortini
- Biancamaria Frabotta
- Umberto Fraccacreta
- Renzo Francescotti
- Fabio Franzin
- Arnaldo Frateili
- Gaio Fratini
- Tiziano Fratus
- Rico Fredi
- Luciana Frezza
- Gesualdo Manzella Frontini
- Enrico Fruch
- Gianni Fucci
- Renato Fucini
- Salvatore Furia
- Enzo Fusco
- Pietro Paolo Fusco
- Rosa Maria Fusco

## G
- Carlo Emilio Gadda
- Francesco Gaeta
- Marco Galdi
- Dario Galli
- Lina Galli
- Ugo Gallo
- Antonio Gamberi
- Giacinto Gambirasio
- Giuseppe Ganduscio
- Alberto Garlini
- Bianca Garufi
- Lamberto Garzia
- Alfonso Gatto
- Eugenio Genero
- Vittorio Genovesi
- Cesidio Gentile
- Aldo Gerbino
- Achille Geremicca
- Gino Gerola
- Emerico Giachery
- Amedeo Giacomini
- Luisa Giaconi
- Giandomenico Giagni
- Ottaviano Giannangeli
- Roberto Giannoni
- Odoardo Giansanti
- Adolfo Giaquinto
- Giacomo Giardina
- Gaetano Gigli
- Michele Giordano
- Virgilio Giotti
- Petru Giovacchini
- Artemio Giovagnoni
- Giulia Giovannelli
- Arturo Giovannitti
- Giovanni Giudici
- Bernardino Giuliana
- Alfredo Giuliani
- Americo Giuliani
- Francesco Alberto Giunta
- Tranquillo Giustina
- Domenico Gnoli
- Maria Sara Goretti
- Mario Gori
- Pietro Gori
- Beppino Goruppi
- Corrado Govoni
- Guido Gozzano
- Tullio Gramantieri
- Giuliano Gramigna
- Cataldo Grammatico
- Adriano Grande
- Giacinto Grassi
- Mario Grasso
- Cesare Greppi
- Massimo Grillandi
- Carlo Grillo
- Giulio Grimaldi
- Franca Grisoni
- Mariangela Gualtieri
- Pier Enea Guarnerio
- Gianfrancesco Guarnieri
- Tonino Guerra
- Olindo Guerrini
- Giuseppe Guglielmi
- Amalia Guglielminetti
- Margherita Guidacci
- Virgilio Guidi
- Riccardo Gulia
- Lillo Gullo
- Marco Guzzi

## I
- Amerigo Iannacone
- Pasquale Epifanio Iannini
- Nino Ilari
- Giuseppe Impastato
- Antonio Infantino
- Luciano Innocenzi
- Jolanda Insana
- Gaspare Invrea

## J
- Tina Jacobs
- Piero Jahier
- Augusto Jandolo
- Guglielmo Jannelli
- Maria Jatosti
- Alfredo Jeri

## K
- Norbert Conrad Kaser
- Tomaso Kemeny
- Josef Kostner
- Franz Krauspenhaar
- Marko Kravos
- Ermanno Krumm

## L
- Maria Chessa Lai
- Andrea Laiolo
- Vivian Lamarque
- Mitì Vigliero Lami
- Marcello Landi
- Tommaso Landolfi
- Giovanni Lanzalone
- Giorgio Larocchi
- Marica Larocchi
- Antonio Lasciac
- Silvana Lattmann
- Bruno Lauzi
- Gianfranco Lazzaro
- Mimì Maria Lazzaro
- Ezechiele Leandro
- Maria Lenti
- Heos Cogliani Lenzo
- Francesco Leonetti
- Lorenzo Leporati
- Augusto Levi
- Primo Levi
- Romolo Liberale
- Vincenzo Licata
- Cesare Lievi
- Filippo Linati
- Giuseppe Lipparini
- Giosi Lippolis
- Tommaso Lisi
- Benvenuto Lobina
- Carlo Maria L’Occaso
- Franco Loi
- Attilio Lolini
- Claudio Lolli
- Sandra Lombardi
- Gaetano Longo
- Serafino Lo Piano
- Anselmo Lorecchio
- Paolo Lorenzini
- Adele Loriga
- Antonio Lotierzo
- Carmine Lubrano
- Anna Cascella Luciani
- Armando Lucifero
- Gian Pietro Lucini
- Luciano Luisi
- Raul Lunardi
- Joyce Lussu
- Mario Luzi

## M
- Francesco Macaluso
- Mauro Macario
- Dante Maffia
- Ivo Mafucci
- Italo Magno
- Valerio Magrelli
- Antonino Magrì
- Luigi Maieron
- Enzo Mainardi
- Nino Majellaro
- Clementina Laura Majocchi
- Giancarlo Majorino
- Curzio Malaparte
- Oliviero Malaspina
- Anna Malfaiera
- Egisto Malfatti
- Ettore Malosso
- Vittorio Malpassuti
- Salvatore Mamo
- Rosella Mancini
- Tito Maniacco
- Filippo Amantea Mannelli
- Riccardo Mannerini
- Giuseppe Mantica
- Gian Ruggero Manzoni
- Alessandro Maragliano
- Dacia Maraini
- Fosco Maraini
- Elia Marcelli
- Vincenzo Marcellusi
- Nicola Marchese
- Franco Marcoaldi
- Mauro Marè
- Ariodante Marianni
- Beppe Mariano
- Biagio Marin
- Filippo Tommaso Marinetti
- Egle Marini
- Giovanni Battista Marini
- Giovanni Marini
- Ruggero Marino
- Giuseppe Mariuz
- Biagia Marniti
- Peppino Marotto
- Emma Marpillero
- Tito Marrone
- Eugenia Martinet
- Fausto Maria Martini
- Lucifero Martini
- Quinto Martini
- Stelio Maria Martini
- Garibaldo Marussi
- Michele Marzulli
- Alberto Masala
- Francesco Masala
- Giuseppe Masi
- Danilo Masini
- Pino Masnata
- Pietro Mastri
- Vincenzo Mastropirro
- Franco Matacotta
- Daniela Matronola
- Giovanni Mazza
- Eugenio Mazzarella
- Guido Mazzoni
- Domenico Mazzullo
- Cesare Meano
- Daria Menicanti
- Gian Giacomo Menon
- Vito Mercadante
- Francesco Saverio Mercaldi
- Alda Merini
- Emilio Merone
- Stelvio Mestrovich
- Eugenio Miccini
- Gianni Milano
- Tonino Milite
- Pietro Milone
- Renato Minore
- Eraldo Miscia
- Bruno Misefari
- Renzo Modesti
- Andrea Molesini
- Carlo Molinaro
- Giuseppe Cesare Molineri
- Eugenio Montale
- Francesco Tentori Montalto
- Lorenzo Montano
- Bepi Mor
- Giuseppe Morabito
- Mario Morasso
- Eugenio Morelli
- Marino Moretti
- Sebastiano Moretti
- Alberto Mario Moriconi
- Angelo Mundula
- Antonio Mura
- Ernesto Murolo
- Manrico Murzi
- Carla Porta Musa
- Gilda Musa
- Augusto Muscella
- Carlo Muscetta
- Roberto Mussapi
- Romano Mussolini

## N
- Domenico Naldini
- Renzo Nanni
- Orazio Napoli
- Glauco Natoli
- Hrand Nazariantz
- Antonio Nazzaro
- Ada Negri
- Giampiero Neri
- Giulia Niccolai
- Raniero Nicolai
- Edoardo Nicolardi
- Stanislao Nievo
- Luigi Nostro
- Angiolo Silvio Novaro
- Mario Novaro
- Renzo Novatore
- Aldo Nove
- Giacomo Noventa
- Giovanni Nucci

## O
- Emanuele Occelli
- Rossana Ombres
- Marco Ongaro
- Arturo Onofri
- Piera Oppezzo
- Giacomo Oreglia
- Nico Orengo
- Gaetano Tamborrino Orsini
- Luigi Orsini
- Ulisse Ortensi
- Angiolo Orvieto
- Gennaro Ottaviano
- Nino Oxilia

## P
- Lodovico Pace
- Peppi Paci
- Gianluca Paciucci
- Herbert Pagani
- Elio Pagliarani
- Aldo Palazzeschi
- Antonio Palermo
- Eugenio Ferdinando Palmieri
- Salvatore Palomba
- Vito Domenico Palumbo
- Michele Pane
- Pasquale Panella
- Enrico Panunzio
- Ferdinando Paolieri
- Alcide Paolini
- Giovanni Papini
- Renzo Paris
- Goffredo Parise
- Carlo Parisi
- Alessandro Parronchi
- Cesare Pascarella
- Giovanni Pascoli
- Romano Pascutto
- Pier Paolo Pasolini
- Luigi Pasotelli
- Olindo Pasqualetti
- Gisella Passarelli
- Francesco Pastonchi
- Carlo Pastorino
- Cesare Pavese
- Paolo Emilio Pavolini
- Roberto Pazzi
- Enrico Pea
- Elio Pecora
- Nino Pedretti
- Omar Pedrini
- Ada Maria Pellacani
- Sandro Penna
- Giovanni Perich
- Armando Perotti
- Agatino Perrotta
- Federico Persico
- Giuseppe Petralia
- Vito Elio Petrucci
- Giuliano Donati Petténi
- Renzo Pezzani
- Bice Piacentini
- Ettore Piazza
- Francesco Piazza
- Marino Piazzolla
- Aurelio Picca
- Daniele Piccini
- Lucio Piccolo
- Felice Piemontese
- Albino Pierro
- Umberto Piersanti
- Giovanni Battista Pigato
- Giovanni Battista Pighi
- Renato Pigliacampo
- Lamberto Pignotti
- Paolo Pillonca
- Giocondo Pillonetto
- Antonino Pino
- Pasquale Pinto
- Luigi Pirandello
- Raimondo Piras
- Raimondo Piredda
- Aldo Piromalli
- Antonio Piromalli
- Omar Pirrera
- Marcello Pirro
- Lucio Pisani
- Gino Piva
- Giggi Pizzirani
- Donato Placido
- Marco Pola
- Luigi Polacchi
- Luigi Poletti
- Syria Poletti
- Angiolo Poli
- Vito Poma
- Giancarlo Pontiggia
- Antonio Porta
- Antonia Pozzi
- Ornella Pozzolo
- Giacomo Prampolini
- Dolores Prato
- Roberto Rossi Precerutti
- Raoul Precht
- Paolo Prestigiacomo
- Franco Prete
- Ottavio Profeta
- Biagio Propato
- Vanni Pucci
- Giuseppe Puccianti
- Davide Puccini
- Laura Pugno
- Guido Pusinich

## Q
- Maria Cumani Quasimodo
- Salvatore Quasimodo
- Alessandro Quattrone
- Maria Pia Quintavalla

## R
- Giovanni Raboni
- Silvio Raffo
- Giuseppe Raga
- Ernesto Ragazzoni
- Camilla Salvago Raggi
- Silvio Ramat
- Mario Ramous
- Osvaldo Ramous
- Giovanni Rapetti
- Tintino Persio Rasi
- Bernardino Re
- Basilio Reale
- Clemente Rebora
- Claudio Recalcati
- Luigi Reho
- Remo Remotti
- Claudio Rendina
- Emilio Rentocchini
- Leonida Repaci
- Enrico Reposi
- Gianni Rescigno
- Antonio Riccardi
- Alessandro Ricci
- Berto Ricci
- Emilio Ricci
- Ivano Ricci
- Teresio Ricci
- Agostino Richelmy
- Michele Rigillo
- Antonio Rinaldi
- Giuseppe Ripa
- Angelo Maria Ripellino
- Nelo Risi
- Vito Riviello
- Pio Roba
- Daniela Rocca
- Enzo Rossi Roiss
- Corrado Rollero
- Fernanda Romagnoli
- Fedele Romani
- Lalla Romano
- Tommaso Romano
- Alberto Rondani
- Davide Rondoni
- Giuseppe Rose
- Valeria Rossella
- Amelia Rosselli
- Vincenzo Rossi
- Roberto Roversi
- Carlo Rovini
- Cesare Ruffato
- Antonio Ruju
- Salvator Ruju
- Ferdinando Russo
- Vincenzo Russo

## S
- Umberto Saba
- Giuseppe Sabalich
- Gilberto Sacerdoti
- Alberico Sala
- Dario Sala
- Mario Salazzari
- Nino Salvaneschi
- Fausto Salvatori
- Sergio Salvi
- Beppe Salvia
- Raffaele Sammarco
- Roberto Sanesi
- Ettore Sanfelice
- Domenico Sangillo
- Edoardo Sanguineti
- Osvaldo Sanini
- Paolo Santarcangeli
- Raffaello Santarelli
- Flavio Santi
- Anna Santoliquido
- Antonio Santori
- Luigi Santucci
- Bruno Giordano Sanzin
- Alfonso Sardella
- Gianna Sarra
- Amleto Sartori
- Luigi Sarzano
- Barore Sassu
- Sebastiano Satta
- Maria Savi-Lopez
- Camillo Sbarbaro
- Antonio Scaglia
- Mario Scaglia
- Enrico Stelluti Scala
- Mario Scalesi
- Gregorio Scalise
- Nat Scammacca
- Lelio Scanavini
- Duilio Scandali
- Angelo Scandurra
- Francesco Scarabicchi
- Francesco Scaramuzza
- Enrico Scaravelli
- Edoardo Scarfoglio
- Tiziano Scarpa
- Franco Scataglini
- Alice Schanzer
- Giuseppe Schirò
- Toti Scialoja
- Leonardo Sciascia
- Maria Sciavarrello
- Alberto Sciotti
- Rosario Scipio
- Rocco Scotellaro
- Volt (scrittore)
- Saverio Scutellà
- Beppe Sebaste
- Guido Seborga
- Giuseppe Selvaggi
- Eros Sequi
- Vittorio Sereni
- Cesare Sermenghi
- Ettore Serra
- Achille Serrao
- Cristanziano Serricchio
- Manlio Sgalambro
- Giammario Sgattoni
- Gabriella Sica
- Agostino John Sinadino
- Sandro Sinigaglia
- Leonardo Sinisgalli
- Albarosa Sisca
- Giorgio Soavi
- Mario Socrate
- Ardengo Soffici
- Amilcare Solferini
- Franco Emanuel Solinas
- Sergio Solmi
- Luciano Somma
- Pasquale Sorrenti
- Michele Sovente
- Alberto Spadolini
- Nevio Spadoni
- Giggi Spaducci
- Giacinto Spagnoletti
- Aldo Spallicci
- Cristina Sparagana
- Adriano Spatola
- Maria Luisa Spaziani
- Mario Specchio
- Vincenzo Spinoso
- Sandro Sproccati
- Giorgio Bàrberi Squarotti
- Mario Stefani
- Giulio Stolfi
- Giacomo Strizzi
- Filippo Surico

## T
- Emilio Tadini
- Raffaele Talarico
- Pippo Tamburri
- Leonardo Tarantini
- Bianca Tarozzi
- Bruno Tassone
- Federico Tavan
- Geppo Tedeschi
- Augusto Terenzi
- Renato Terpolilli
- Stefano Terra
- Delio Tessa
- Enrico Testa
- Alfredo Testoni
- Giuseppe Tetamo
- Enrico Thovez
- Giuseppe Tirinnanzi
- Giuseppe Tirotto
- Mario Tobino
- Luigi Tola
- Filippo Tolli
- Salvatore Toma
- Vittorio Osvaldo Tommasini
- Gustavo Tomsich
- Domenicano Tondi
- Alberto Toni
- Giuseppe Tontodonati
- Gian Pio Torricelli
- Max Tosi
- Gianni Toti
- Arrigo Lora Totino
- Edoardo Travi
- Ida Travi
- Trilussa
- Giuseppe Trischitta
- Mario Trufelli
- David Maria Turoldo
- Stefano Tuscano
- Joseph Tusiani

## U
- Antonino Uccello
- Giuseppe Ungaretti

## V
- Stefano Vagnini
- Patrizia Valduga
- Alvaro Valentini
- Diego Valeri
- Manara Valgimigli
- Ida Vallerugo
- Carlo Vallini
- Fausto Valsecchi
- Vann’Antò
- Domenico Varagnolo
- Ruggero Vasari
- Carla Vasio
- Roberto Vecchioni
- Walter Vedrini
- Antonio Veneziani
- Morbello Vergari
- Antonio Verri
- Vittorio Vettori
- Alberto Vianello
- Aldo Vianello
- Alessandra Vignoli
- Bruno Vilar
- Carlo Villa
- Dario Villa
- Emilio Villa
- Gian Mario Villalta
- Giuseppe Villaroel
- Carlo Vincenti
- Isabella Vincentini
- Acruto Vitali
- Nando Vitali
- Emidio Vittori
- Rossano Vittori
- Cesare Vivaldi
- Annie Vivanti
- Cesare Viviani
- Giovanna Vizzari
- Armando Volpi
- Paolo Volponi

## W
- J. Rodolfo Wilcock

## Z
- Filippo Zamboni
- Alfredo Zanellato
- Ligio Zanini
- Paolo Zannella
- Lucia Gaddo Zanovello
- Andrea Zanzotto
- Gaetano Zappalà
- Valentino Zeichen
- Luisa Zille
- Emilio Zucchi

## Anthologien
chronologisch absteigend sortiert
- Gino Chiellino (Hg.): Ich habe dich an diesen wilden Ort geführt. Erotische Gedichte aus Italien. Italienisch-deutsch. P. Kirchheim, München 1987.
- Gio Batta Bucciol (Hg.), Georg Dörr (Übers.): Italienische Lyrik nach 1945. Klassiker der Moderne, Industrielandschaft, Frauenlyrik. Italienisch-deutsch. Narr, Tübingen 1986.
- Franco de Faveri (Hg.), Regine Wagenknecht (Übers.): Italienische Lyrik der Gegenwart. Originaltexte und deutsche Prosaübertragung. Beck, München 1980.
- … und das Schiff fährt über mein Herz. Italienische Lyrik aus diesem Jahrhundert. Ausw. u. Übertr. v. Charlotte Hochgründler. Trautvetter & Fischer, Marburg 1979.
- Da ist schon das Mädchen, Olivengesicht. Italienische Frauendichtung aus diesem Jahrhundert. Ausw. u. Übertr. v. Charlotte Hochgründler. Calatra-Press, Lahnstein 1978.
- Christine Wolter (Hg.): Italienische Lyrik des 20. Jahrhunderts. Nachdichtungen von Ingeborg Bachmann u. a. Aufbau, Berlin & Weimar 1971.
- Poesia italiana. Italienisch und deutsch. Ausw. u. Übers. v. Gerhard Rademacher. Böhlau, Köln & Graz 1962.
- Inìsero Cremaschi (Hg.): Anthologie junger italienischer Dichtung. Übers. v. Aline Valangin. Eremiten-Presse, Stierstadt i. T. 1961.
- Paul-Wolfgang Wührl, A. Comello (Hg.): Italienische Lyrik der Gegenwart. Italienisch-deutsch. Janus-Presse, Zürich 1952.
- Joseph Maurer (Hg.): Lebende italienische Dichter / Poetit italiani viventi. Xenien, Bozen 1952.
- Robert Grabski: Kleine Auswahl italienischer Lyrik der Gegenwart. Hermann, Wien 1948.
- Ruggero Vasari (Hg.): Junges Italien. Eine Anthologie der zeitgenössischen italienischen Dichtung. Möhring, Leipzig 1934.